# Bronisław Chromy
Bronisław Chromy (3 tháng 6 năm 1925 – 4 tháng 10 năm 2017) là một nhà điêu khắc, họa sĩ và giáo sư người Ba Lan.

## Tiểu sử
Chromy sinh ra ở làng Leńcze thuộc huyện Wadowicki. Sau Thế chiến thứ hai, ông tìm được việc làm trong một xưởng đúc kim loại nghệ thuật của nghệ sĩ Franciszek Tiesler. Tại đây, nhà điêu khắc Karol Hukan đã chú ý đến các tác phẩm của Chromy, nên đã giới thiệu ông theo học Học viện Mỹ thuật Kraków. Ông là học trò của nhà điêu khắc Xawery Dunikowski. Ông hoàn thành chương trình học và tốt nghiệp Học viện Mỹ thuật Kraków vào năm 1956.

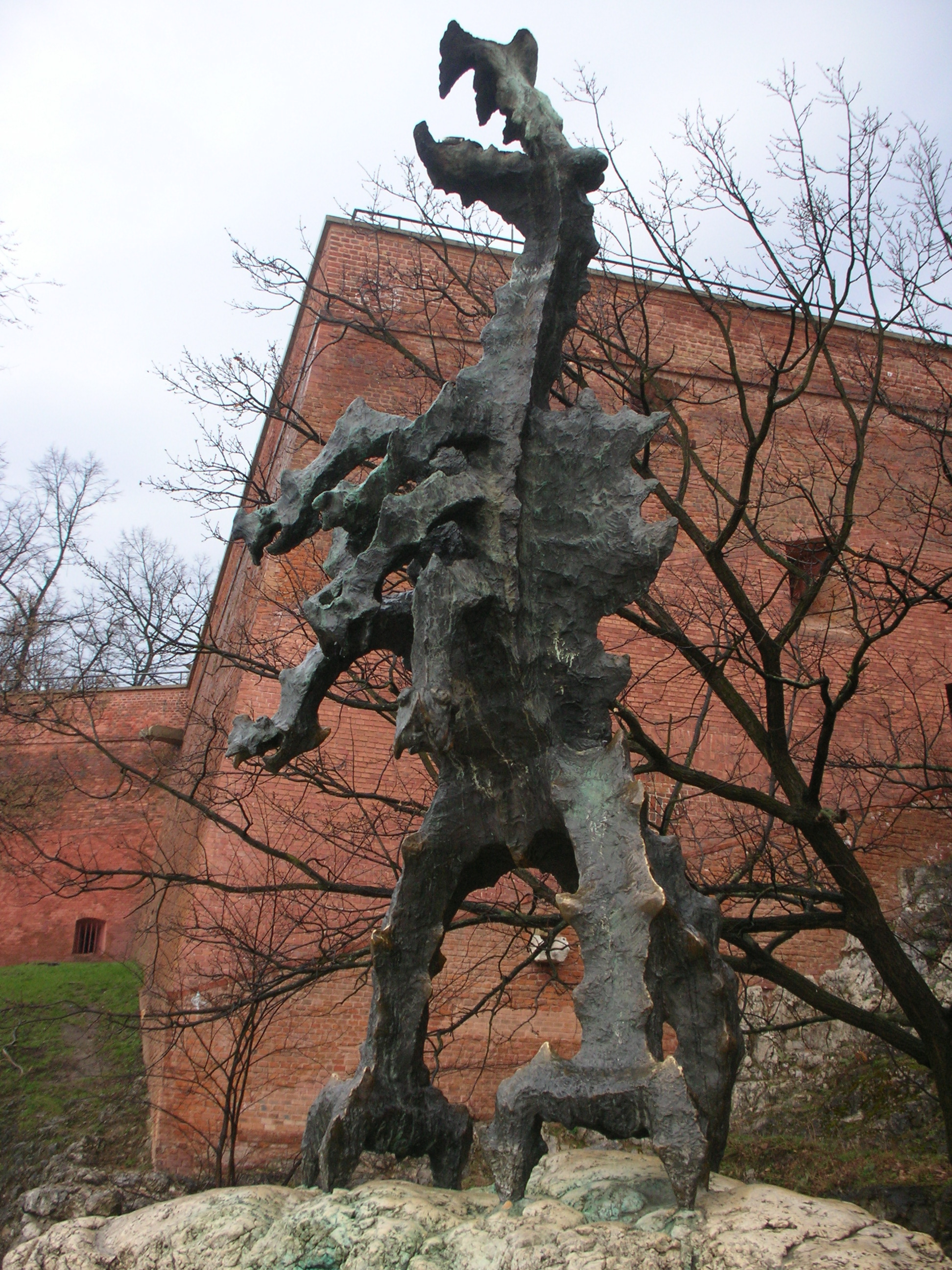
Tác phẩm điêu khắc rồng Wawel
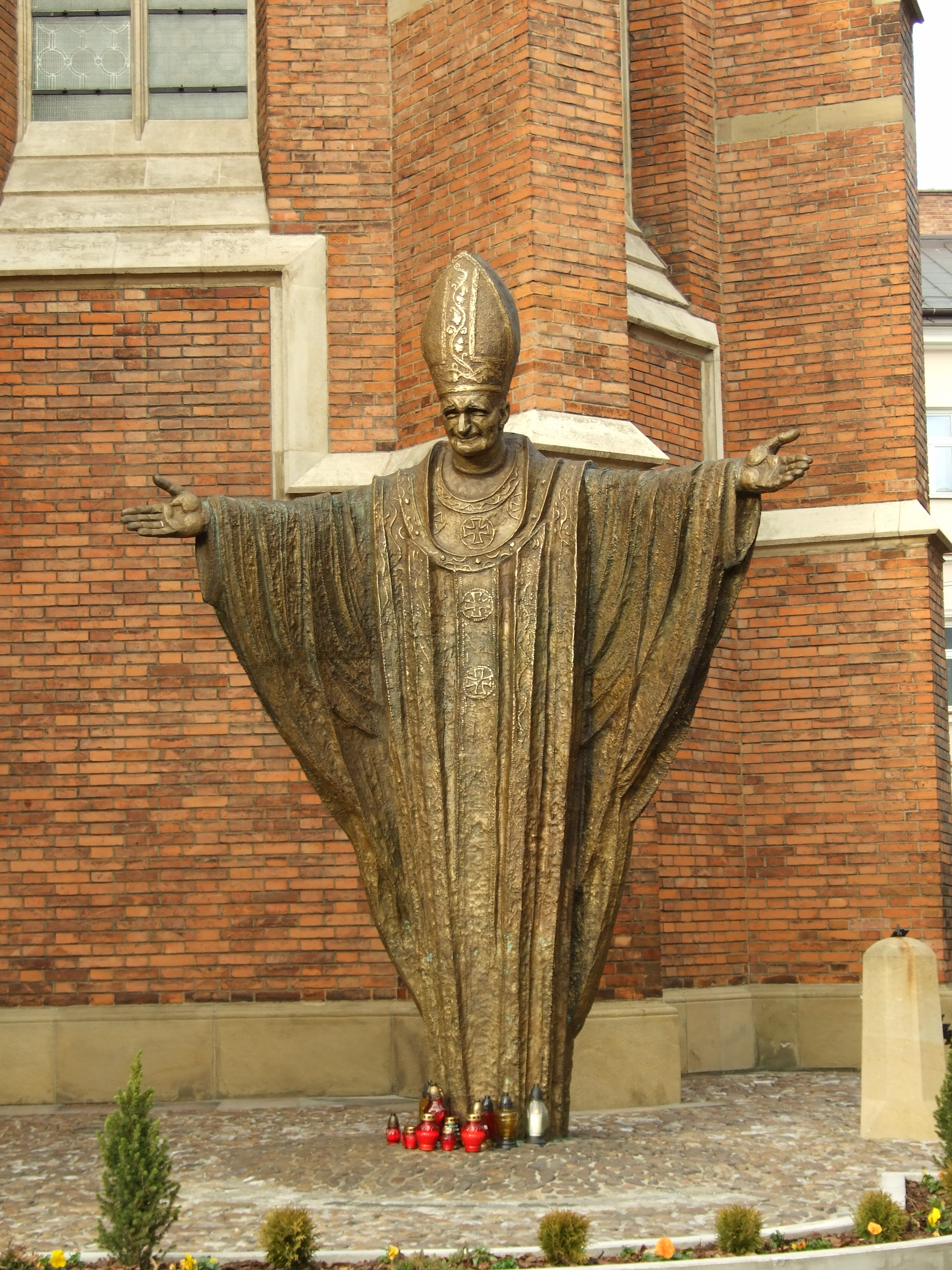
Tượng đài John Paul II ở Tarnów